# Uhart-Mixe
Uhart-Mixe är en kommun i departementet Pyrénées-Atlantiques i regionen Nouvelle-Aquitaine i sydvästra Frankrike. Kommunen ligger i kantonen Saint-Palais som tillhör arrondissementet Bayonne. År 2022 hade Uhart-Mixe 217 invånare.

## Befolkningsutveckling
Antalet invånare i kommunen Uhart-Mixe
| Referens: INSEE |